# Oktober 1985
Portal Geschichte | Portal Biografien | Aktuelle Ereignisse | Jahreskalender | Tagesartikel

◄ |
19. Jahrhundert |
20. Jahrhundert
| 21. Jahrhundert

◄ |
1950er |
1960er |
1970er |
1980er
| 1990er | 2000er | 2010er | ►

◄ |
1981 |
1982 |
1983 |
1984 |
1985
| 1986 | 1987 | 1988 | 1989 | ►

◄ |
Juli 1985 |
August 1985 |
September 1985 |
Oktober 1985 |
November 1985 |
Dezember 1985 |
Januar 1986 |
►
Dieser Artikel behandelt aktuelle Nachrichten und Ereignisse im Oktober 1985.

## Tagesgeschehen

### Dienstag, 1. Oktober 1985
- Schleswig-Holsteinisches Wattenmeer/Deutschland: Der schleswig-holsteinische Teil des Wattenmeers an der Nordsee-Küste der Bundesrepublik ist ab heute als Nationalpark anerkannt.[1]
- Tunis/Tunesien: Die israelischen Luftstreitkräfte greifen in der „Operation Wooden Leg“ (deutsch „Operation Hölzernes Bein“) mit acht Flugzeugen vom Typ F-16 das Hauptquartier der Palästinensischen Befreiungsorganisation an. Die israelische Seite berichtet, dass dadurch mindestens 60 Personen ums Leben kommen.[2]

### Donnerstag, 3. Oktober 1985

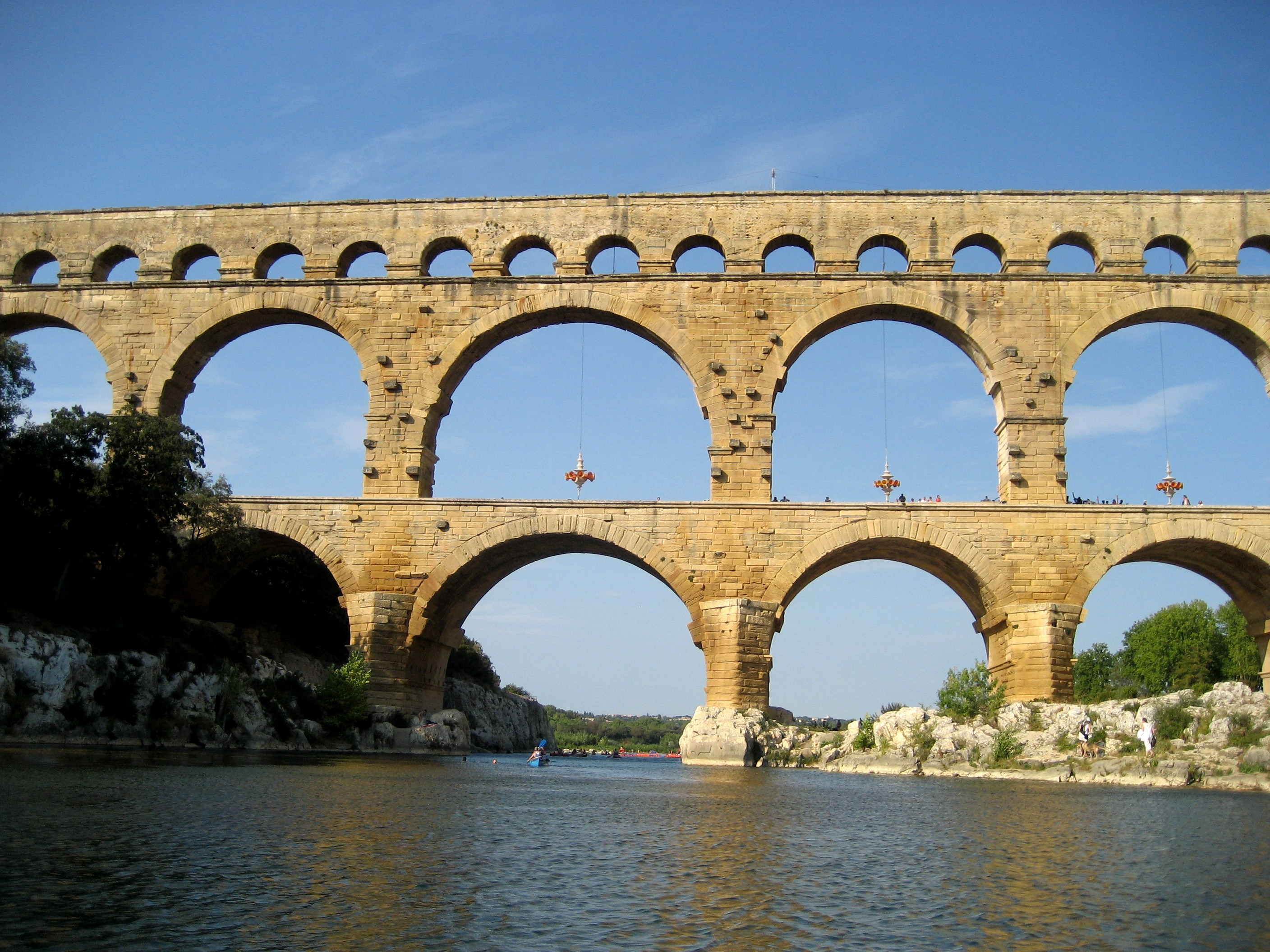
Architektur der Antike: Pont du Gard bei Nîmes

- Granada/Spanien: Die Mitgliedsländer des Europarats vereinbaren den Schutz des „baugeschichtlichen Erbes“ auf dem Kontinent.[3]

### Freitag, 4. Oktober 1985
- Boston/Vereinigte Staaten: Der Softwareentwickler und Begründer des GNU-Projekts Richard Stallman gründet die Free Software Foundation, in der Menschen zueinander finden sollen, die Computer-Software nicht als kommerzielles Produkt, sondern nur als Arbeitsmittel verstehen.[4]

### Samstag, 5. Oktober 1985
- Oslo/Norwegen: Für ihren Einsatz gegen die Kernwaffentechnik wird die Organisation International Physicians for the Prevention of Nuclear War (deutsch Internationale Ärzte für die Verhütung des Atomkrieges, IPPNW) den diesjährigen Friedensnobelpreis erhalten.[5]

### Sonntag, 6. Oktober 1985

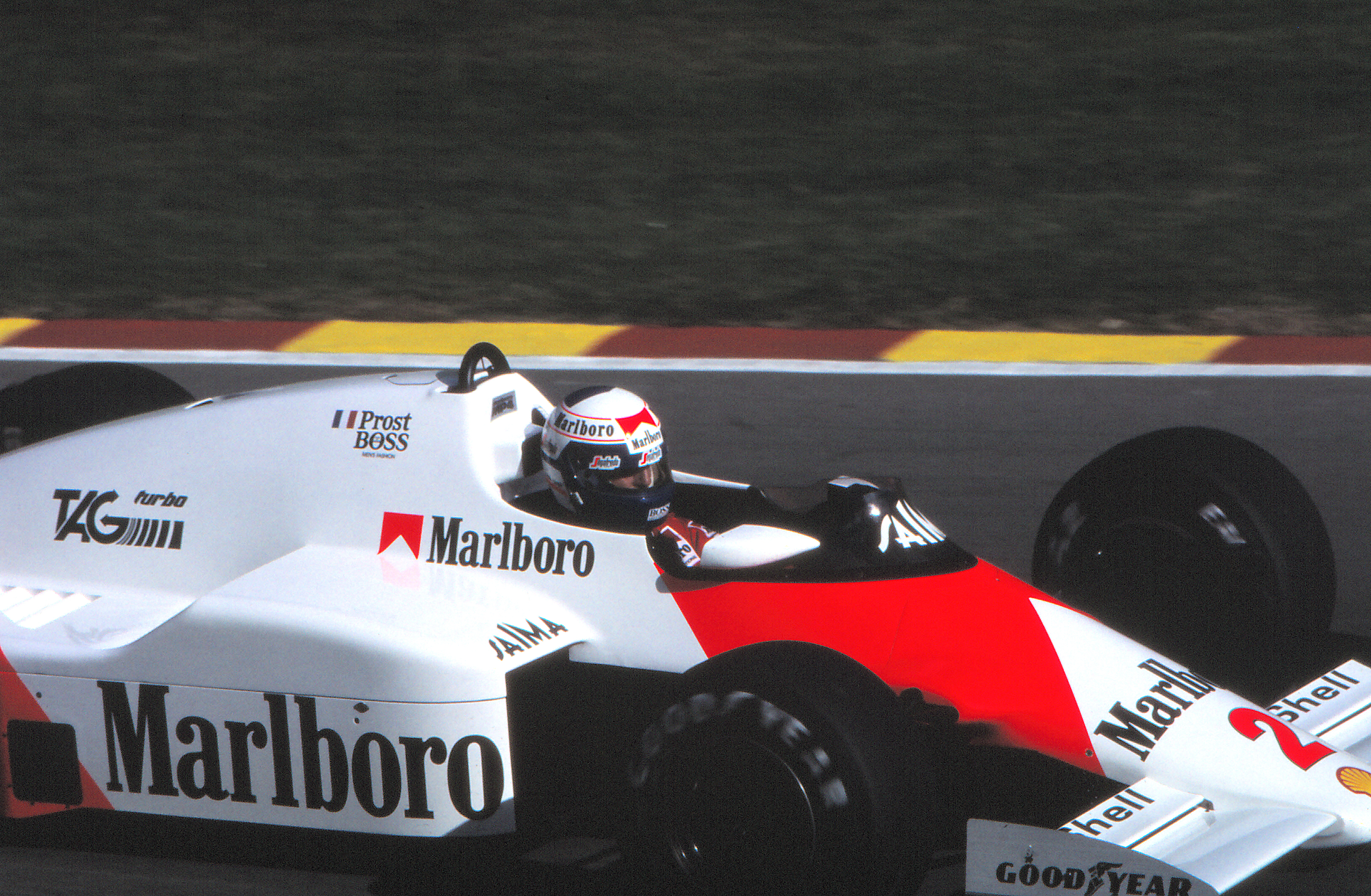
Alain Prost

- Fawkham/Vereinigtes Königreich: Im drittletzten Rennen der diesjährigen Formel-1-Saison auf dem Brands Hatch Circuit fährt der Franzose Alain Prost im McLaren als Vierter über die Ziellinie und kann im Klassement der Formel-1-Fahrer-WM bis zum Saisonende von keinem seiner Verfolger mehr von der Spitzenposition verdrängt werden.[6]
- Linz/Österreich: Bei der Landtagswahl in Oberösterreich kann die Volkspartei ihre 1979 errungene absolute Stimmenmehrheit ausbauen, die SPÖ hingegen notiert bei weniger als 40 % und die FPÖ unterbietet mit 5 % noch einmal ihren bislang historischen Tiefstwert der letzten Wahl.[7]
- London/Vereinigtes Königreich: Während der Krawalle im sozialen Brennpunkt Tottenham attackiert die Menge die Einsatzkräfte der Feuerwehr, die den Brand in einem Hochhaus löschen muss. Einer der Streifenpolizisten, welche die Feuerwehrleute begleiten, wird getötet. Die Gewalt brach aus, nachdem eine Frau während eines Polizeieinsatzes gestorben war.[8]

### Montag, 7. Oktober 1985

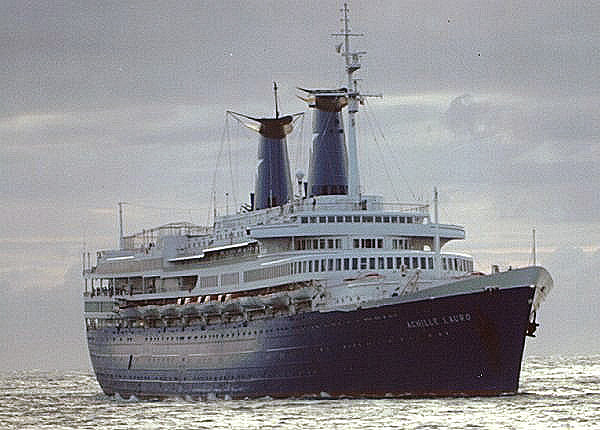
Achille Lauro

- Mittelmeer: Auf der Seeroute zwischen den ägyptischen Städten Alexandria und Port Said entführen vier palästinensische Terroristen das Schiff Achille Lauro der italienischen Lauro Line, das sich auf einer zwölftägigen Mittelmeerkreuzfahrt befindet. Die Angreifer drohen mit der Ermordung zunächst aller amerikanischen Passagiere, sollte Israel sich weigern, ausgewählte palästinensische Gefangene freizulassen. Die Entführer schießen dem Amerikaner Leon Klinghoffer in Brust und Kopf.[9]
- Paris/Frankreich: Nach gut zwei Wochen wird die millionenfach besuchte Skulptur „Die verhüllte Pont Neuf“ (englisch „The Pont Neuf Wrapped“) des Künstlerpaars Christo und Jeanne-Claude wieder abgebaut. Das Abdecken der Brücke mit sandsteinfarbenen Tüchern war die erste große Installation, die die beiden in den Vereinigten Staaten lebenden Künstler im Zentrum einer Metropole errichten durften.[10]

### Dienstag, 8. Oktober 1985
- Lod/Israel: Der deutsche Bundespräsident Richard von Weizsäcker trifft als erstes deutsches Staatsoberhaupt zu einem Besuch in dem im Mai 1948 gegründeten jüdischen Staat Israel ein und wird mit allen militärischen Ehren empfangen. Ein Motiv für die Einladung des höchsten Vertreters der deutschen Nation, deren Angehörige den Tod mehrerer Millionen Juden organisierten und durchführten oder geschehen ließen und akzeptierten, war dessen Rede „Zum 40. Jahrestag der Beendigung des Krieges in Europa und der nationalsozialistischen Gewaltherrschaft“.[11]

### Mittwoch, 9. Oktober 1985
- Peking/China: Deng Xiaoping, de facto Staatsoberhaupt der Volksrepublik China, teilt dem diktatorisch regierenden Staatsoberhaupt Rumäniens Nicolae Ceaușescu mit, dass die Führung der Kommunistischen Partei Chinas zu einem Treffen mit dem faktischen Staatsoberhaupt der Sowjetunion Michail Gorbatschow bereit sei, sobald dieser die Volksarmee der Sozialistischen Republik Vietnam dazu bewegt habe, aus Kambodscha abzuziehen. Seit über zwei Jahrzehnten ruhen die diplomatischen Beziehungen zwischen China und der Sowjetunion.[12]

### Sonntag, 13. Oktober 1985
- Frankfurt am Main/Deutschland: Der in Österreich-Ungarn geborene Bürgermeister der Stadt Jerusalem Teddy Kollek erhält den Friedenspreis des Deutschen Buchhandels.[13]
- Warschau/Polen: Die erste Wahl zum Parlament seit fünf Jahren findet unter neuen Voraussetzungen statt. Während 50 Personen ohne Gegenkandidaten auf der Einheitsliste „Patriotische Front für die Nationale Wiedergeburt“ unter Kontrolle der Vereinigten Arbeiterpartei (PZPR) automatisch „gewählt“ sind, bewerben sich 820 Kandidaten auf die übrigen 410 Parlamentssitze. Bei einer Wahlbeteiligung von 78 % erreicht die PZPR die absolute Mehrheit. Unter allen Gewählten stehen mehr als drei Viertel der Kandidaten vor ihrem Debüt im Parlament.[14]

### Montag, 14. Oktober 1985
- Damaskus/Syrien: Die Terrororganisation Islamischer Dschihad, die den Bombenanschlag auf die US-Botschaft in Beirut im April 1983 ausführte, erklärt den im März 1984 im Libanon entführten ranghohen Mitarbeiter des amerikanischen Nachrichtendienstes CIA William F. Buckley für tot.[15]
- Lafayette/Vereinigte Staaten: Ein Pastor der Diözese Lafayette der römisch-katholischen Kirche wird zu 20 Jahren Haft verurteilt. Der Beschuldigte Gilbert Gauthe gab zu, Straftaten gegen die sexuelle Selbstbestimmung gegen mehrere Dutzend Kinder begangen zu haben. Eine Einigung mit den Eltern und dem Gericht führte dazu, dass der Vorwurf der Vergewaltigung fallengelassen wurde. Trotz vieler Hinweise auf sexuellen Missbrauch in der römisch-katholischen Kirche mit häufig minderjährigen Opfern wurde in den Vereinigten Staaten vor Gauthe noch kein Kirchenmitglied für diese Art von Verbrechen verurteilt.[16]

### Dienstag, 15. Oktober 1985
- Stockholm/Schweden: Die Amerikaner Herbert A. Hauptman und Jerome Karle werden in diesem Jahr den Nobelpreis für Chemie erhalten. Die Stiftung ehrt ihre Arbeiten auf dem Feld der Kristallstrukturanalyse. Den Nobelpreis für Physiologie oder Medizin werden in diesem Jahr die Amerikaner Michael Stuart Brown und Joseph L. Goldstein „für ihre Methode zur Bestimmung des Cholesterinumsatzes“ erhalten. Der Amerikaner Franco Modigliani wird in diesem Jahr „für seine Analyse über das Sparverhalten der Finanzmärkte“ den Alfred-Nobel-Gedächtnispreis für Wirtschaftswissenschaften und der 1913 in Madagaskar geborene Franzose Claude Simon den Nobelpreis für Literatur erhalten. Eines der bekanntesten Werke Simons ist Die Straße in Flandern.[17][18]

### Mittwoch, 16. Oktober 1985
- Stockholm/Schweden: Der Nobelpreis für Physik wird in diesem Jahr an den Deutschen Klaus von Klitzing für die Entdeckung des quantisierten Hall-Effekts verliehen.[19]

### Freitag, 18. Oktober 1985
- Darmstadt/Deutschland: Die Deutsche Akademie für Sprache und Dichtung verleiht den Georg-Büchner-Preis an den Deutschen Heiner Müller.[20]

### Samstag, 26. Oktober 1985
- Kailua-Kona/Vereinigte Staaten: Der Ironman Hawaii endet mit Siegen der Amerikaner Joanne Ernst bei den Frauen und Scott Tinley bei den Herren.[21][22]

### Donnerstag, 31. Oktober 1985

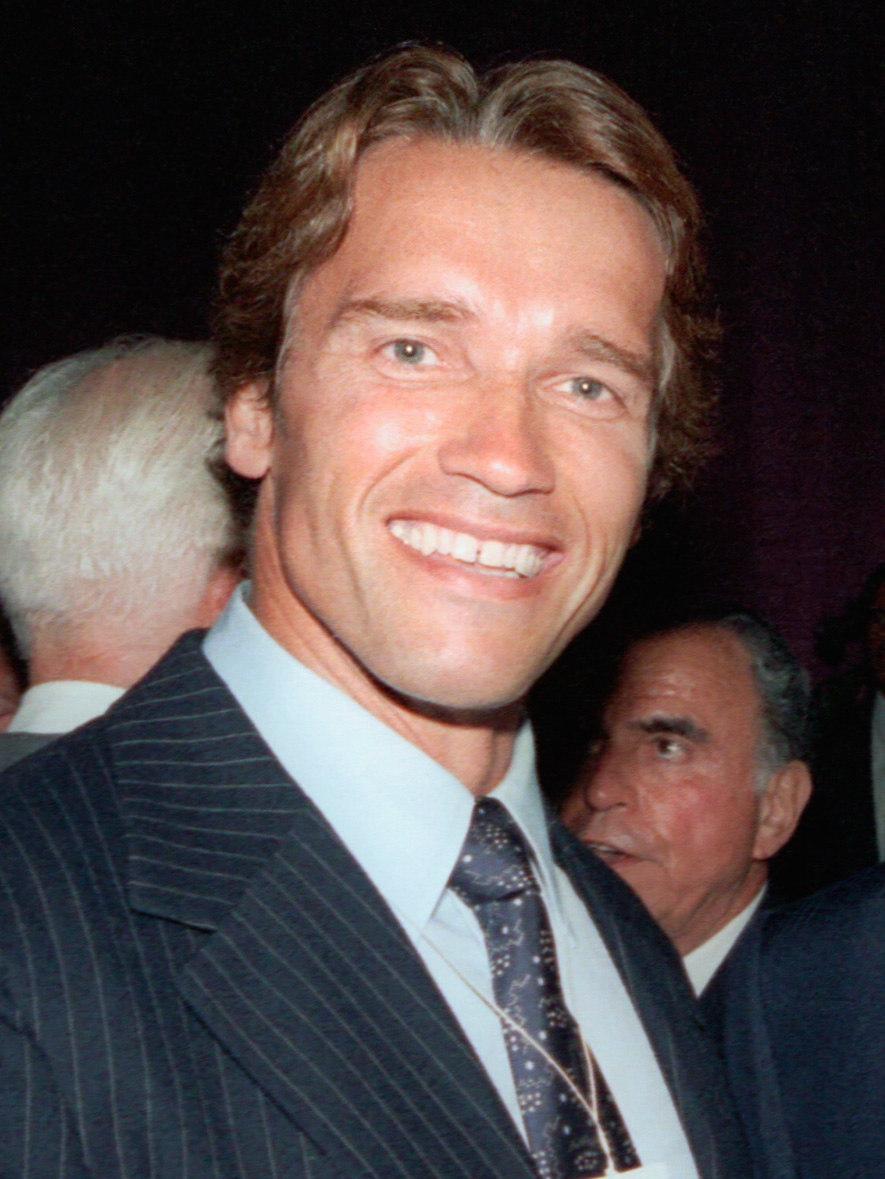
Terminator-Hauptdarsteller Arnold Schwarzenegger

- Bonn/Deutschland: Die Bundesprüfstelle für jugendgefährdende Medien indiziert den seit März in den deutschen Kinos gezeigten US-amerikanischen Science-Fiction-Film Terminator und versieht ihn mit einer Altersfreigabe ab 18 Jahren.[23]